# Юнг, Майк
Майкл Юнг (англ. Michael Young, род. 6 ноября 1959, Нью-Йорк, США), более известный как Майк Юнг (Mike Yung) — американский певец, музыкант. Принимал участие в американском шоу талантов «Америка ищет таланты».

## Карьера
В начале своей карьеры Майк Юнг пел на станциях Нью-Йоркского метрополитена. В 2016 году видеоролик, где Майк исполняет песни «Unchained Melody» и «The Righteous Brothers» на одной из станций метро Нью-Йорка, стал вирусным в Интернете. За одну неделю видео было просмотрено более двух миллионов раз.
В 2017 году Майк прошёл прослушивание на шоу талантов «Америка ищет таланты» и дошёл до четвертьфинала.
В январе 2018 года Майк выпустил сингл «Alright». В марте того же года Майк объявил о сборе средств на создание альбома, где он собрал более 89 тысяч долларов. В июле 2018 года Майк отправился в свой тур «Never Give Up Tour».

## Дискография
| Название  | Год  | Пиковые позиции в чартах | Альбом             |
| Название  | Год  | US Airplay               | Альбом             |
| --------- | ---- | ------------------------ | ------------------ |
| «Alright» | 2018 | —                        | Не альбомный сингл |